# ペーター・ヘーグル
ペーター・ヘーグル（Peter Högl, 1897年8月19日 - 1945年5月2日）は、ナチス・ドイツの親衛隊員。最終階級は親衛隊中佐。 RSDのヨハン・ラッテンフーバーの部下。
ベルリン陥落の間際、ヘルマン・フェーゲラインを逮捕し、アドルフ・ヒトラーの自決を目撃した。

## 来歴
1897年にバイエルン王国ディンゴルフィングに生まれる。ランツフートで工場労働に従事した後、1916年にバイエルン軍第16歩兵連隊に入隊し第一次世界大戦に従軍。大戦終結までに伍長に昇進している。戦後の1919年にミュンヘン警察学校に入学し、1920年警察官となり、1932年からは刑事警察に移る。
1933年に親衛隊に入隊（隊員番号249,998）。アドルフ・ヒトラーの警護を担当し、1934年に親衛隊中尉になる。1935年4月からは、ヨハン・ラッテンフーバーが創設したRSDに配属され、第一部指揮官に任命される。これ以降、ヘーグルはヒトラーの警護のためにオーバーザルツベルク、ミュンヘン、ベルリンを転々とするが、1944年11月にRSD刑事部長に任命されるとベルリンに常駐するようになる。
1945年1月からは総統地下壕で執務を執るようになる。4月27日、ハインリヒ・ヒムラーの側近であるヘルマン・フェーゲラインが総統地下壕を脱出したため、ヒトラーから敵前逃亡罪でフェーゲラインを逮捕するように命令される。愛人宅でフェーゲラインは逮捕されたが、その際、フェーゲラインは泥酔状態だったという。翌28日夜、ヒムラーが連合国と独断で和平交渉を画策していたことが発覚し、激怒したヒトラーはヒムラーの逮捕を命令すると同時に、ラッテンフーバー、ヴィルヘルム・モーンケ、ハンス・クレープス、ヴィルヘルム・ブルクドルフを臨時軍事法廷の判事に任命し、フェーゲラインを裁判にかけた。裁判はモーンケの主張により短時間で終了し、フェーゲラインはラッテンフーバーに引き渡された。
4月30日、ヒトラーとエヴァ・ブラウンが自殺すると、エヴァルト・リンドロフ、ハンス・ライザー、ハインツ・リンゲ、オットー・ギュンシェと共に二人の遺体を地上に運び焼却した。翌5月1日夜、ヘーグルは地下壕の人々と共に赤軍が包囲する中ベルリン脱出を決行した。しかし、日付が変わった5月2日にヴァイデンダム橋付近で頭部を撃たれ死亡した。